# Elisabeth Jerichau-Baumann
Elisabeth Anna Maria Jerichau-Baumann (ur. 27 listopada 1818 w Warszawie, zm. 11 lipca 1881 w Kopenhadze) – duńska malarka polskiego pochodzenia. Globtroterka, matka dziewięciorga dzieci i pełna charyzmy kobieta. Zerwała więzi XIX wieku wykluczające kobiety z pełni życia publicznego. Zaskakiwała otoczenie swoją erudycją i biegłym władaniem siedmioma językami. Po śmierci pani Jerichau powiedziano: Gdybyście pocięli ją na dwanaście części, każda z nich wystarczyłaby, aby uformować znaczącą osobę.

## Życiorys
Była córką właściciela fabryki kart do gry „Gotti & Baumann” Filipa Adolfa Baumanna (1776-1863), działacza warszawskiej gminy ewangelicko-augsburskiej, oraz Joanny Fryderyki Reyer (1790-1854) pochodzącej z Gdańska. Fabryka i dom rodzinny Baumannów usytuowane były w południowym skrzydle gmachu biblioteki konwiktu zakonu pijarów na Żoliborzu, przedmieściu Warszawy przy ulicy Gwardii 1670 (obecna Cytadela).
Elisabeth od dzieciństwa była artystycznie utalentowana i rodzice widzieli w niej spadkobierczynię Angeliki Kaufmann, jedynej w tym czasie malarki, której udało się odnieść światowy sukces. Powstanie listopadowe 1830–1831 wywarło ogromne wrażenie na dwunastoletniej dziewczynce. W duńskiej książce Ungdomserindringer (Wspomnienia z młodości) pisze: „Moja mała głowa była pełna powstańczych pieśni, które dotąd wszystkie pamiętam. Cudowni ułanie galopowali ulicami, każdy z biało-czerwoną chorągiewką na lancy. Za nimi szły ochotnicze oddziały chłopów, kosynierów, uzbrojonych w kosy stawione na sztorc i wszyscy śpiewali: »Jeszcze Polska nie zginęła, póki my żyjemy. Co nam obca moc wydarła [szablą] odbierzemy«. Biały orzeł na czerwonym tle trzepotał radośnie w powietrzu i nadeszła wolność”. Po klęsce powstania opisuje “szeregi [...] żołnierzy w łachmanach, pozbawionych broni, wpatrujących się w ziemię. Wielu z nich zaciskało pięści w bezsilnym gniewie, wielu było kalekami [...]. Płaczące kobiety z tobołkami i dziećmi na ręku szły na końcu tego smutnego pochodu. Opłakiwały utratę wolnej Polski, utratę wolności odcinającą je od ojczyzny i skazującą na wygnanie. … Moje młode serce czuło ich ból i nigdy w mym życiu nie byłam bardziej milcząca i pełna smutku…”.
W 1838-1844 roku studiowała jako prywatny uczeń w Szkole Malarstwa w Düsseldorfie. Jej romantyczny a potem socjalno-krytyczny kierunek malarski kształtowali profesorowie Wilhelm von Schadow, Ferdinand Sohn i Carl F. Lessing. Nazywano ją „małą Polką” i zwróciła „szybko na siebie uwagę z powodu swej urody i niezmiernego talentu”, tak pisał jej przyjaciel, bajkopisarz duński Hans Christian Andersen. Nie znosiła jednak uwag w rodzaju „piękny talent jak na damę”, jej motywacją bowiem było ściganie się z mężczyznami. Dyrektor szkoły, malarz Peter von Cornelius, pochwalił jej obrazy, mówiąc jej kolegom malarzom: „Ta kobieta jest jedynym mężczyzną wśród was”. Malować po męsku było wtedy największą pochwałą.
W Düsseldorfie uczestniczyła z powodzeniem w przedstawieniach teatralnych. Jej wielkim sukcesem była rola Marii w dramacie Wilhelma Szekspira Jak się wam podoba. Sławy dramaturg i reżyser Karl Immermann był pełen zachwytu: „Tak trzeba to grać, moja mała Polko!”.

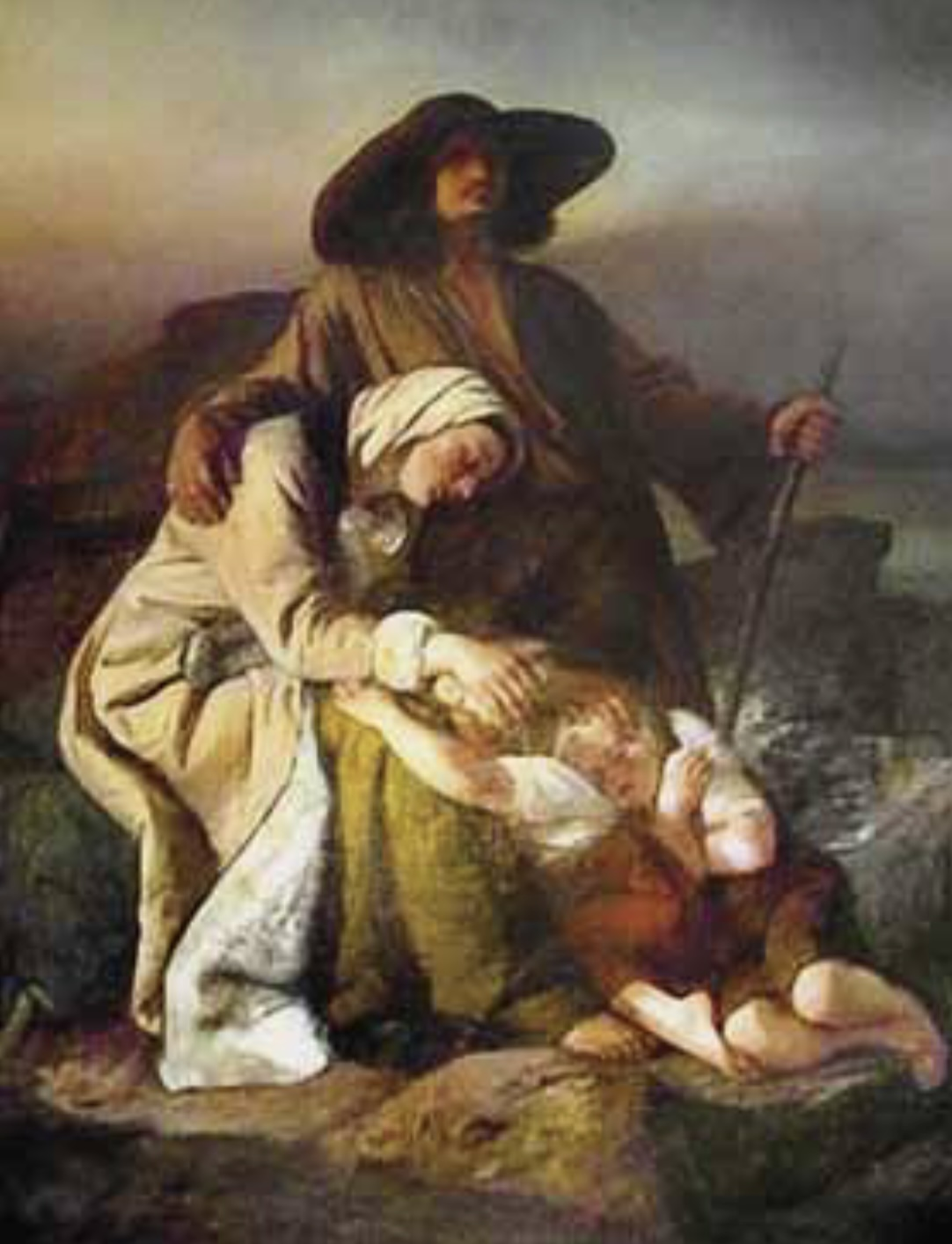
Polska chłopska rodzina na zgliszczach spalonego domu, 1844, olej, 221 x 188 cm.

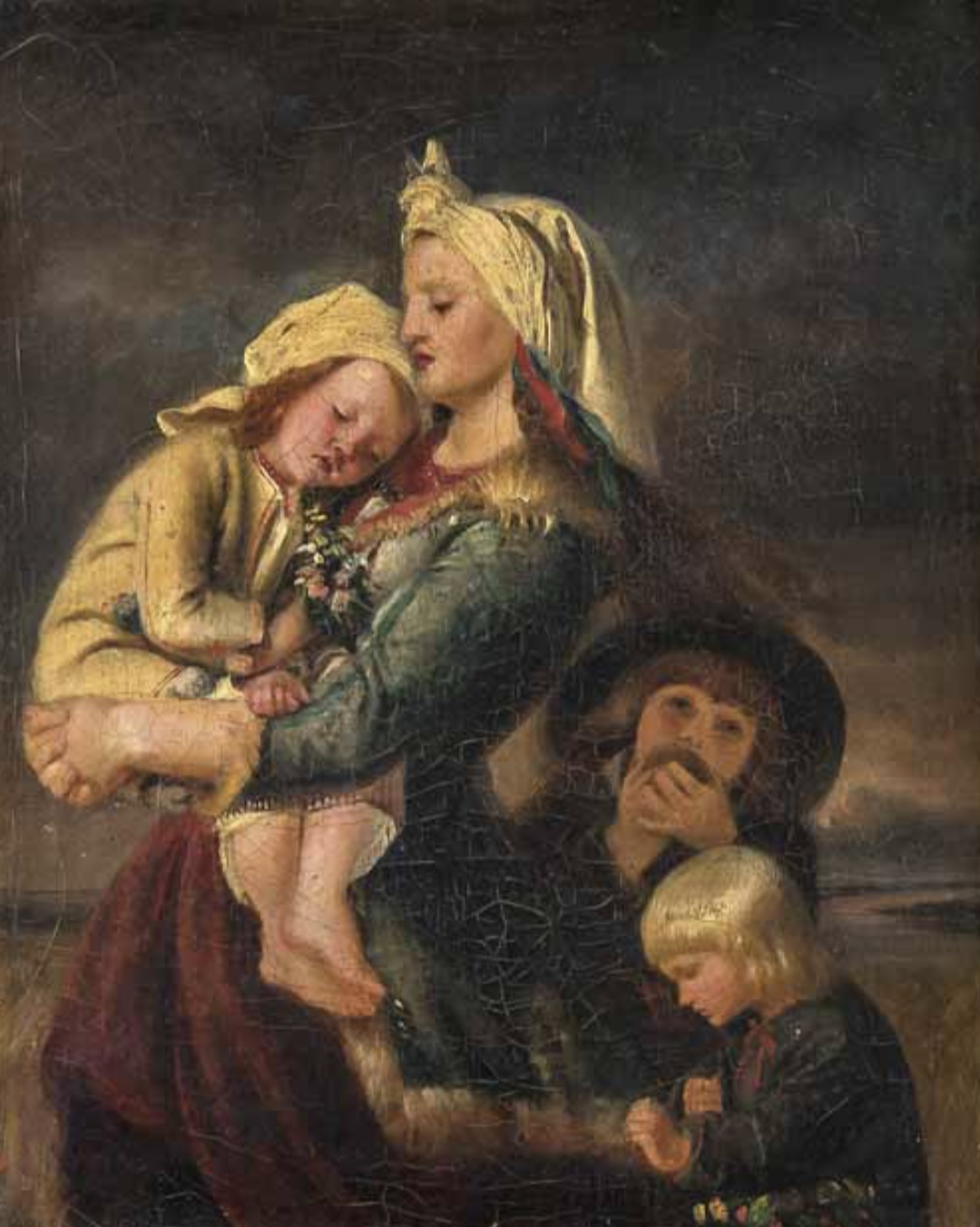
Polka uciekająca z dziećmi ze zniszczonego domu, 30 x 25 cm, sygnowany. Prawdopodobnie szkic albo replika wielkiego obrazu z akademii w Düsseldorfie, Sprzedany na aukcji: James Adam & Sons Ltd Fine Arts Auctioners & Valuers, Dublin, 2, Irlandia.

Powstańcze wspomnienia zinterpretowała Elisabeth artystycznie w 1844 roku w dwóch dyplomowych obrazach: Polka uciekająca z dziećmi ze zniszczonego domu i Polska chłopska rodzina na zgliszczach spalonego domu.
Okoliczności powstania obrazów podaje artystka w Ungdomserindringer (Wspomnienia z młodości): „Nagle nadeszły i wołały na mnie wspomnienia z ojczyzny; … Zobaczyłam biedną wieśniaczkę, którą kiedyś spotkałam uciekającą przez pola z jednym dzieckiem na ręku, z drugim trzymającym się jej sukni, podczas gdy to trzecie i najstarsze szło obok tej nieszczęśliwej matki przyciskającej swą bladą twarz do rumianej buzi dziecka. … To było zaraz po Powstaniu. Obraz ten odżył w mym sercu i to wspomogło moje osłabione siły, by to drogie, smutne wspomnienie oddać z zasługującą mu miłością. Drugi obraz, jeszcze większy od poprzedniego, także o ojczystej tematyce, wykonałam ze zwiększoną siłą i zapałem. Przedstawiał polską chłopską rodzinę, która wraca na zgliszcza spalonego domu”.
Obrazy odniosły sukces. Na wystawie w Królewskiej Akademii Sztuk Pięknych w Berlinie w 1844 roku „Tłumy widzów oblegały obrazy ręką panny Baumann robione” – doniósł warszawski „Dzwon Literacki”.
Na wystawie w Kolonii obrazy zostały zakupione do Galerii Markiza Lansdowne’a w Londynie i przez Towarzystwo Artystyczne (Berliner-Verein).
Refleksje na temat polskich obrazów podają polskie opracowania.
Wiadomość o polskich obrazach dotarła do kata powstania listopadowego, carskiego namiestnika Królestwa Polskiego Iwana Paszkiewicza. Skazał ją de facto na banicję grożąc chłostą w razie powrotu do Warszawy. Artystka pisze: „… w mojej młodości namalowałam dwa polskie obrazy, które przyczyniły się do wygnania mnie [z ojczyzny], bo książę Paskiewicz, w swoim czasie namiestnik Polski, powiedział mojemu ojcu, gdy chciałam wrócić do domu z Düsseldorfu, w którym namalowałam obrazy: »Twoja córka nie miała jeszcze chłosty, dostanie ją teraz!«”. Elisabeth Baumann nigdy już nie powróciła do Polski. Wysyłała jednak na wystawy w Warszawie, Poznaniu i Gdańsku swoje obrazy.
Udała się w podróż do Rzymu, który był wtedy artystyczną stolicą Europy. Tu poznała artystka duńskiego rzeźbiarza Jensa Adolfa Jerichau (1816-1883) . Elisabeth i Jens Adolf pobrali się na Kapitolu w 1846 roku. Mąż został mianowany profesorem Akademii Sztuk Pięknych w Kopenhadze i w 1849 roku Elisabeth Jerichau-Baumann przybyła do swej drugiej ojczyzny – Danii.
Nie zapomniała nigdy swej pierwszej ojczyzny. W 1857 roku namalowała alegorię zniewolonej Polski, Matka Polska.

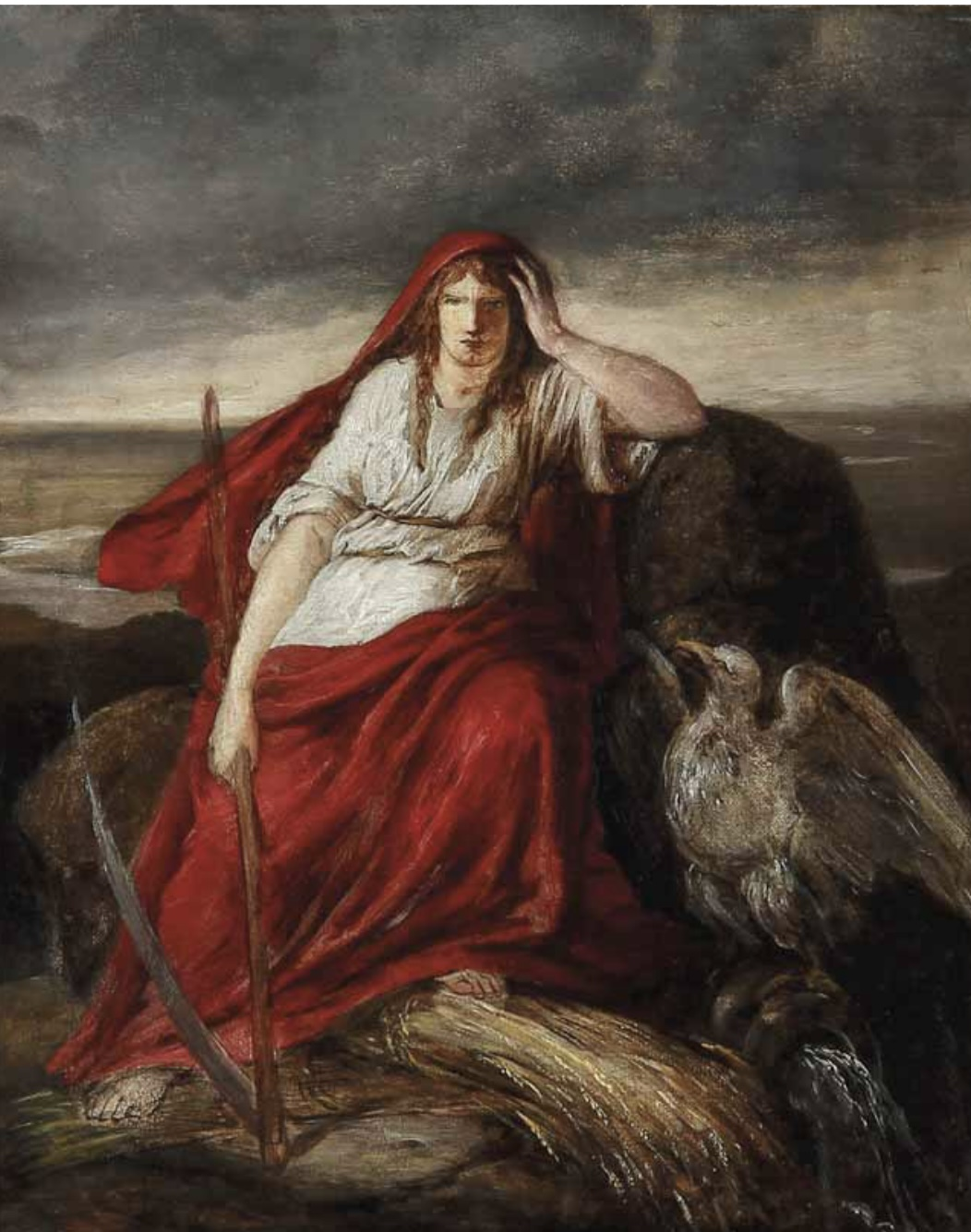
Matka Polska, 1857, szkic, olej 42 x 32 cm

Przedstawia Ojczyznę jako zmartwioną wieśniaczkę w szatach o kolorach polskiej flagi. Stojący u jej nóg orzeł, godło Polski, pozbawiony już miejscami piór, pyta, co dalej, gotowy do ponownego lotu. Na niebie czarne chmury, ale i światło (nadzieja) na horyzoncie. Czas leci nieubłaganie, niczym woda z przewróconej amfory. Niestety zachował się tylko szkic do tego obrazu.

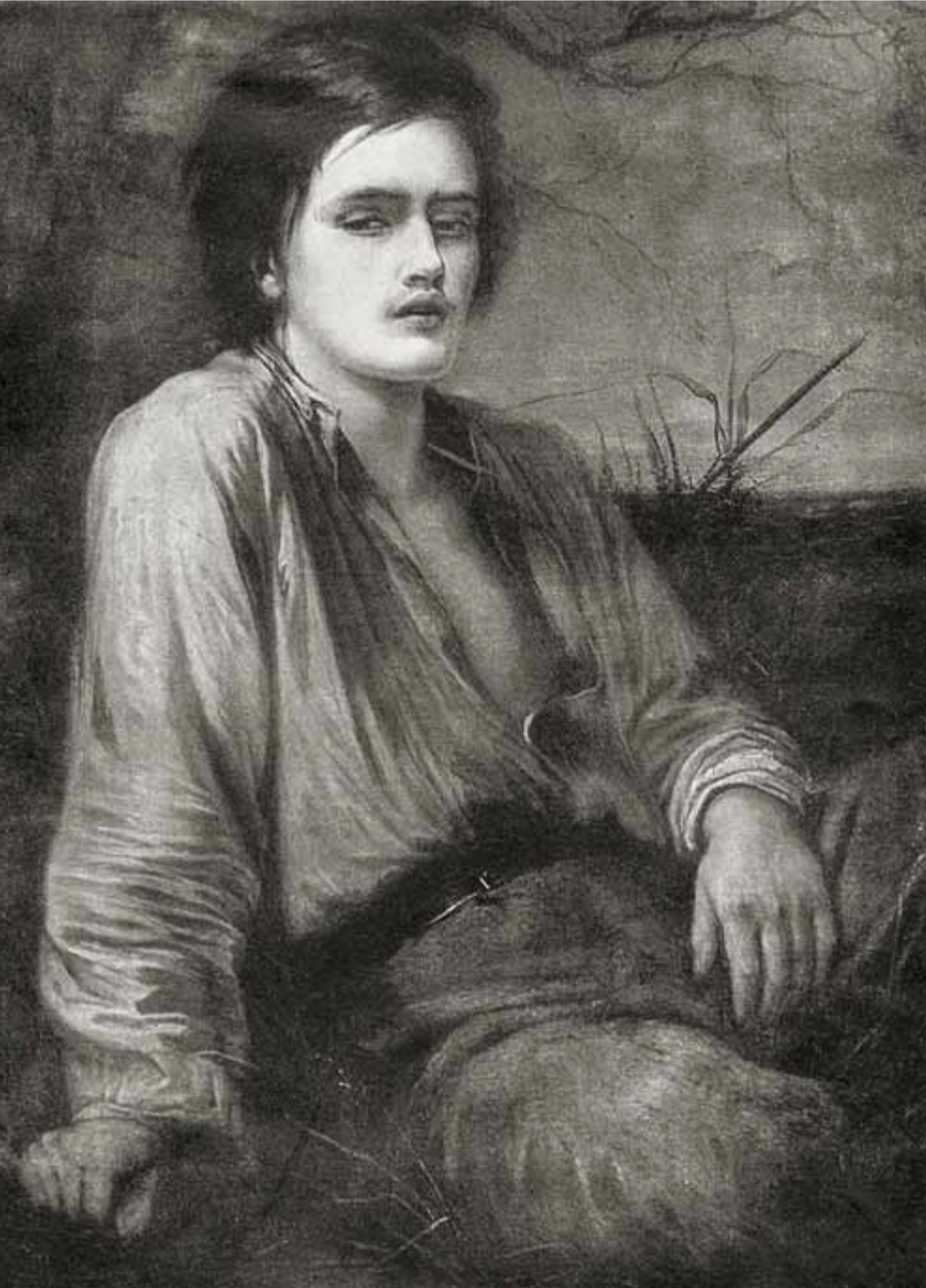
Umierający Polak, 1865, olej, 102 x 75 cm

Po Powstaniu Styczniowym namalowała Elisabeth Jerichau-Baumann obraz Umierający Polak. Obraz konającego na polu bitwy powstańca wywarł wielkie wrażenie na pisarzu Józefie Ignacym Kraszewskim, który uważnie śledził twórczość artystki: „Chłopak młody …dziecko ulic Warszawy ze skronią skrwawioną, sam jeden, gdzieś na brzegu lasu dogorywa. …chwila walki ostatniej nadaje mu tragiczną piękność. – Stojąc przed nim, chce się zapłakać lub zmówić – wieczne odpoczywanie”. Agaton Giller, członek Rządu Narodowego podczas powstania styczniowego widział obraz na wystawie w Wiedniu: „Ranny w bitwie powstaniec, młody bez zarostu, zdaje się portretowany, siedzi wsparty pod drzewem. Koszula otwarta na piersi, a krew z ciemienia spływa na koszulę. … Jeszcze żyje młodzieniec ale bez pomocy, jak to się często zdarzało w powstaniu 1863 roku, umrzeć musi – już trupia siność wystąpiła na jego oblicze, i za chwilę odda Bogu ducha”.
W Danii nie przyjęto tej polsko-niemieckiej imigrantki z otwartymi ramionami. W kraju panowały nacjonalistyczne nastroje z powodu toczącej się akurat wojny z Niemcami o Szlezwik i Holsztyn. Jej miłość do ojczyzny męża była długo nieodwzajemniana mimo że, jak pisze jej biograf: „Z całą żarliwością swojej natury pani Jerichau wniknęła w duński sposób myślenia, w nasz język, naszą literaturę nasze legendy i wspomnienia, naszą poezję, naturę naszego kraju i typ naszego narodu”. W wierszu z 1859 roku pisze artystka: „O Danio, ty byłaś dla mnie macochą zawsze, ty nigdy nie ofiarowałaś mi swej miłości … Wygnałaś mnie za spienione morze (do Anglii) i nigdy nie spytałaś co się ze mną tam stało …”.
Wciągnięto ją też w Danii w zaciętą walkę między dwoma skrzydłami artystycznymi: czerpiącymi inspirację z zewnątrz „Europejczykami”, których reprezentowała, a „narodowcami”, definiującymi sztukę jako polityczną broń narodu. Z czasem jednak zyskała przychylność monarchów, arystokracji, wysokich urzędników państwowych i środowiska artystycznego; Dania stała jej prawdziwym domem i przystanią życia.

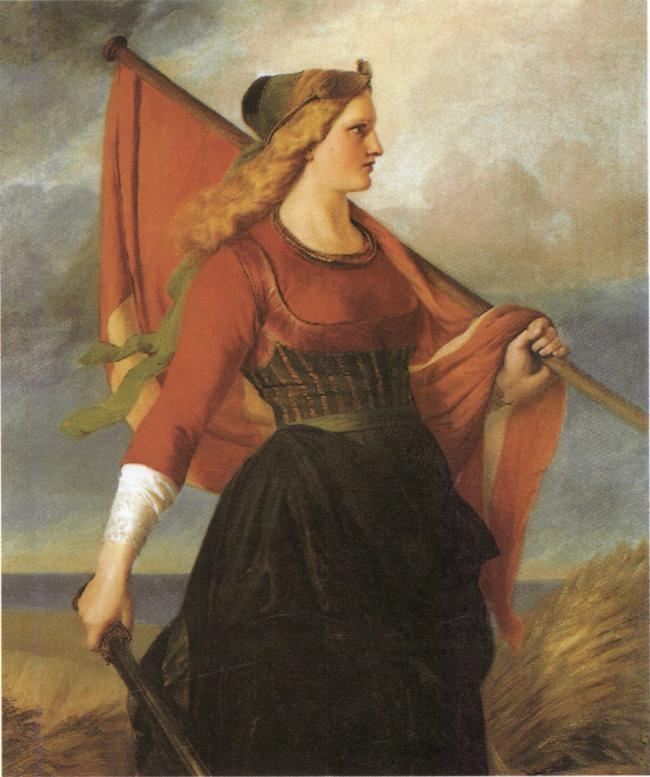
Matka Dania, 1851, olej, 149 x 119 cm, sygnowany. Ny Carlsberg Glyptotek, Kopenhaga

Zasłynęła w 1851 roku obrazem Danmark (Matka Dania) będącym alegorią kraju.
Ten obraz jest dotąd najbardziej znanym przez Duńczyków obrazem. Przedstawia dziewczynę z blond włosami, z ornamentem wikingów na czole, kroczącą przez złote łany zbóż z duńską flagą Dannebrog i mieczem w rękach. Ta uzbrojona walkiria będzie ich bronić przed wrogami.
Obrazy malowała niesamowicie szybko: szkic portretu zajmował jej przedpołudnie a kompozycja była gotowa w dwa-trzy dni.

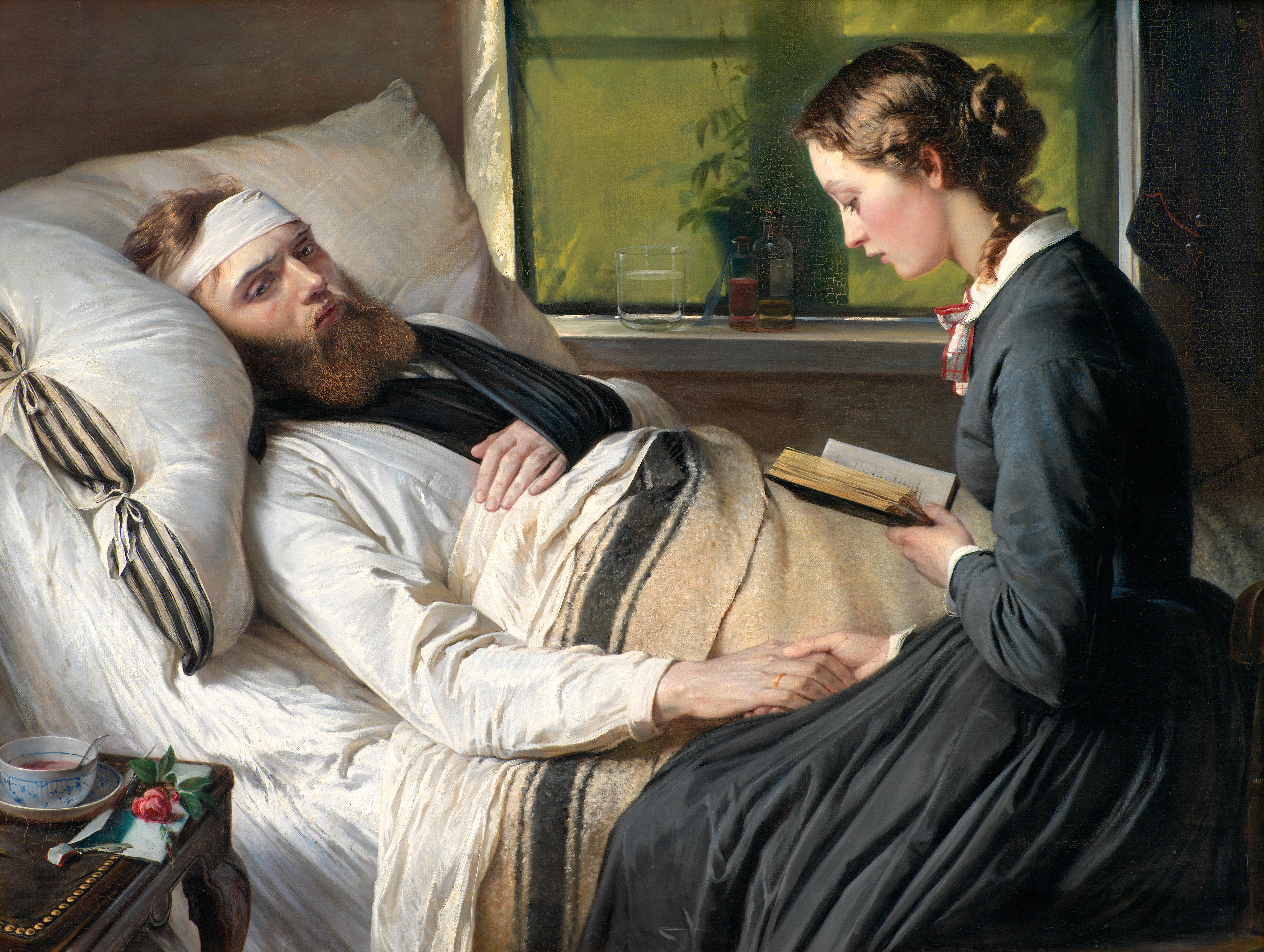
Zraniony duński wojownik, 1845, olej, 107x143 cm, sygnowany, Statens Museum for Kunst, Kopenhaga

Jej specjalnością był portret. Portretowani tchną życiem, a ich twarze są pełne wyrazu. Zauważa u nich coś charakterystycznego i pokazuje to na płótnie. Modeli do jej obrazów umie znaleźć nawet w omnibusie lub na ulicy. Bez skrępowania podchodziła i mówiła: "Przepraszam, jestem panią Jerichau. Czy by pan/pani nie chciał/chciała być moim modelem?” Odmowę brała jako brak respektu do sztuki. Poprosiła raz swego domowego nauczyciela dzieci by był modelem do przełomowego dzieła Zraniony duński wojownik: „Przyjaźń została wystawiona próbę, bo w środku lata musiał leżeć w łóżku od 9 rano do 5-6 wieczorem, mimo że był zupełnie zdrowy.

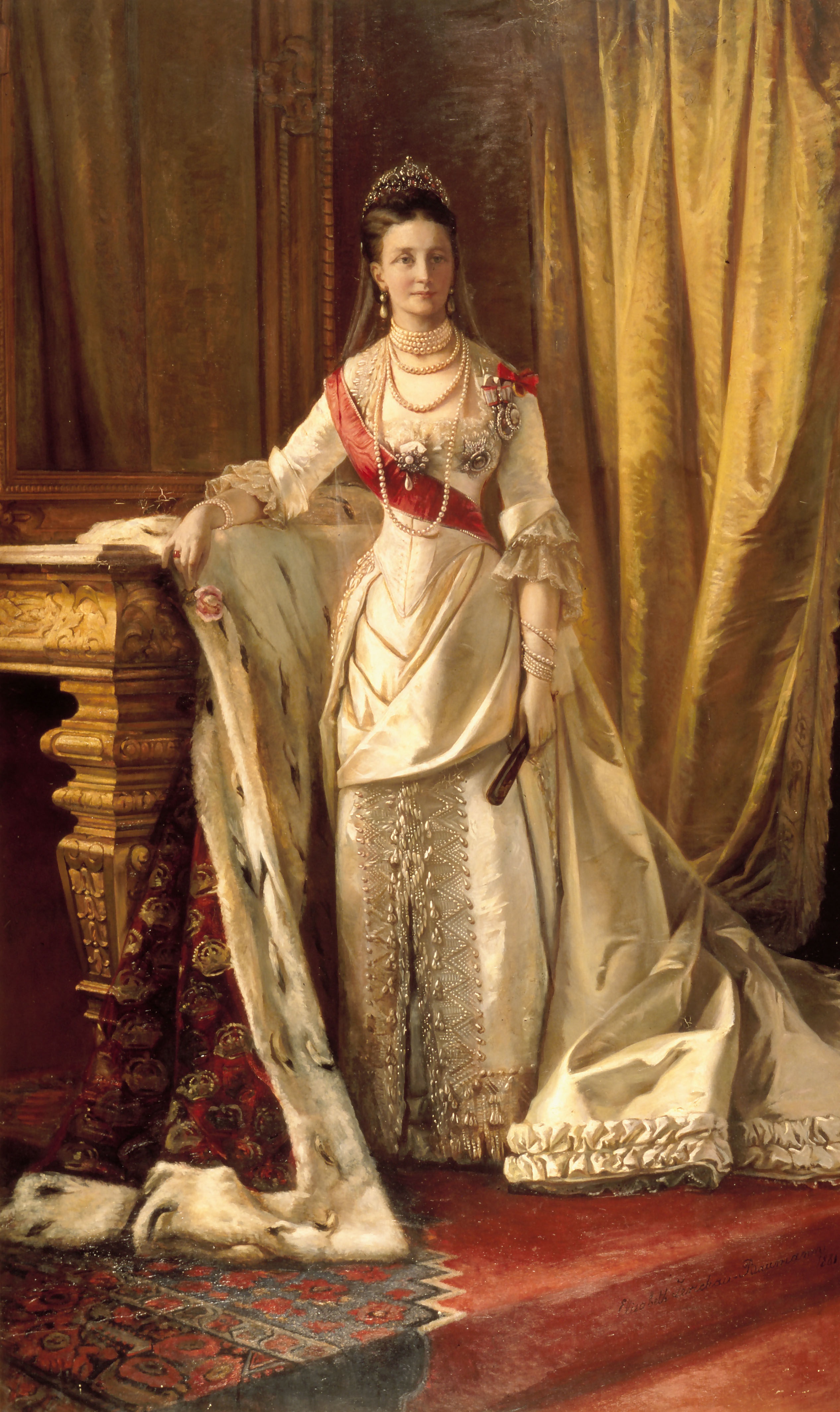
Królowa Luiza, 1881, olej, 238 x 144 cm, sygnowany, Amalienborg Muzeum, Kopenhaga

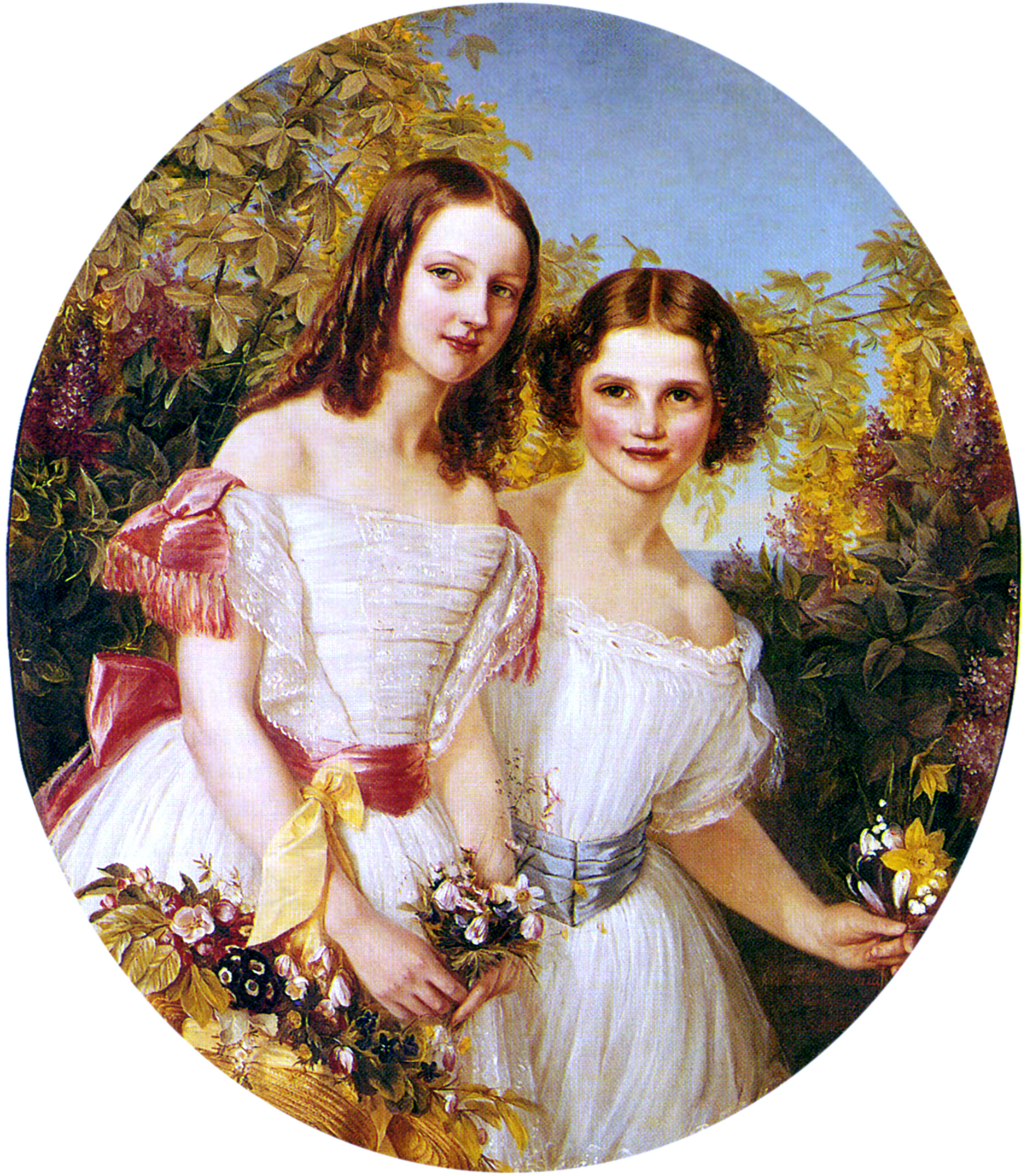
Księżniczki Alexandra i Dagmara (córki królowej Luizy), 1856, olej, 95 x 81, Amalienborg Muzeum, Kopenhaga

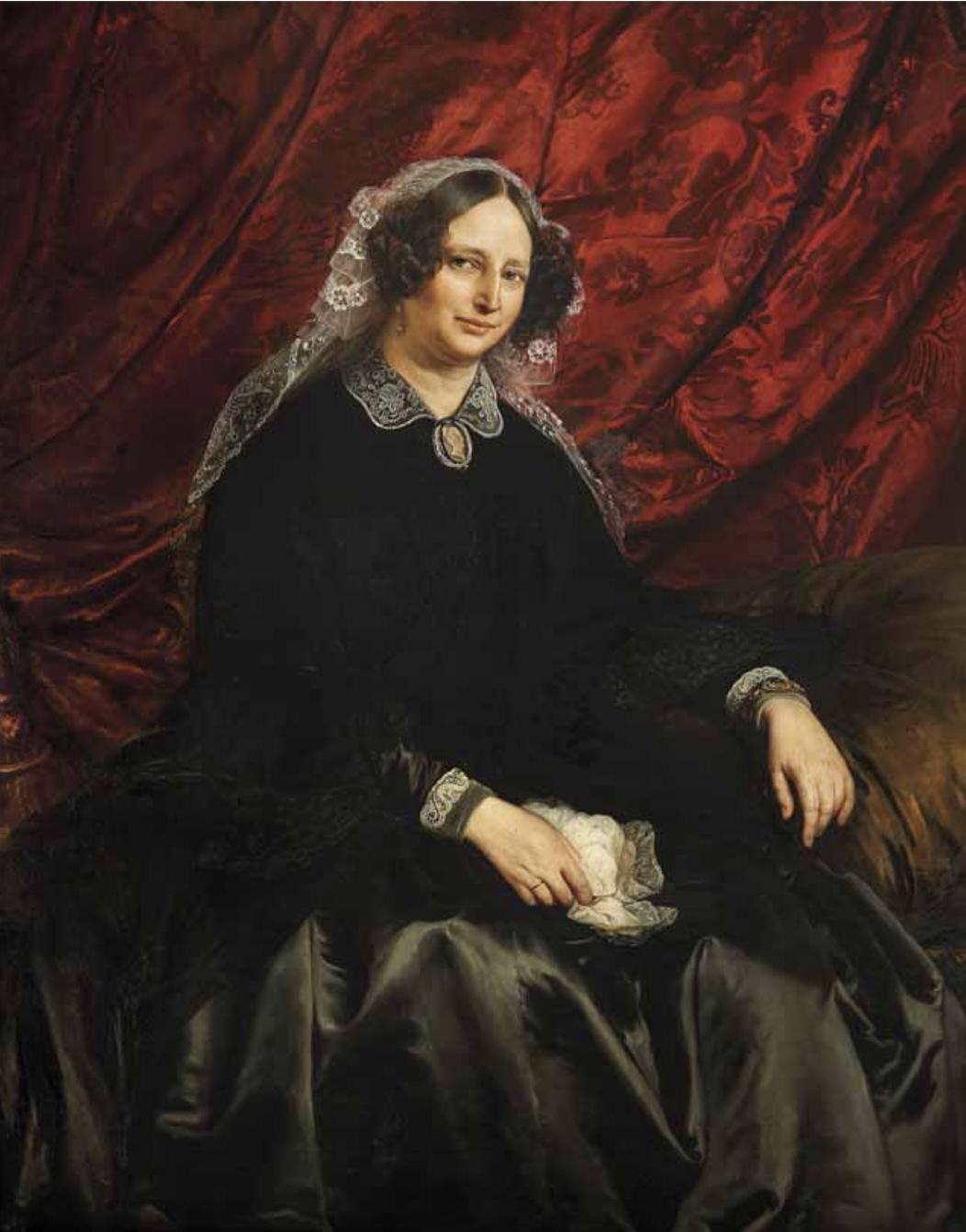
Królowa Karolina Amelia, 1851, olej, 132 x 105 cm, Christiansborg, Kopenhaga

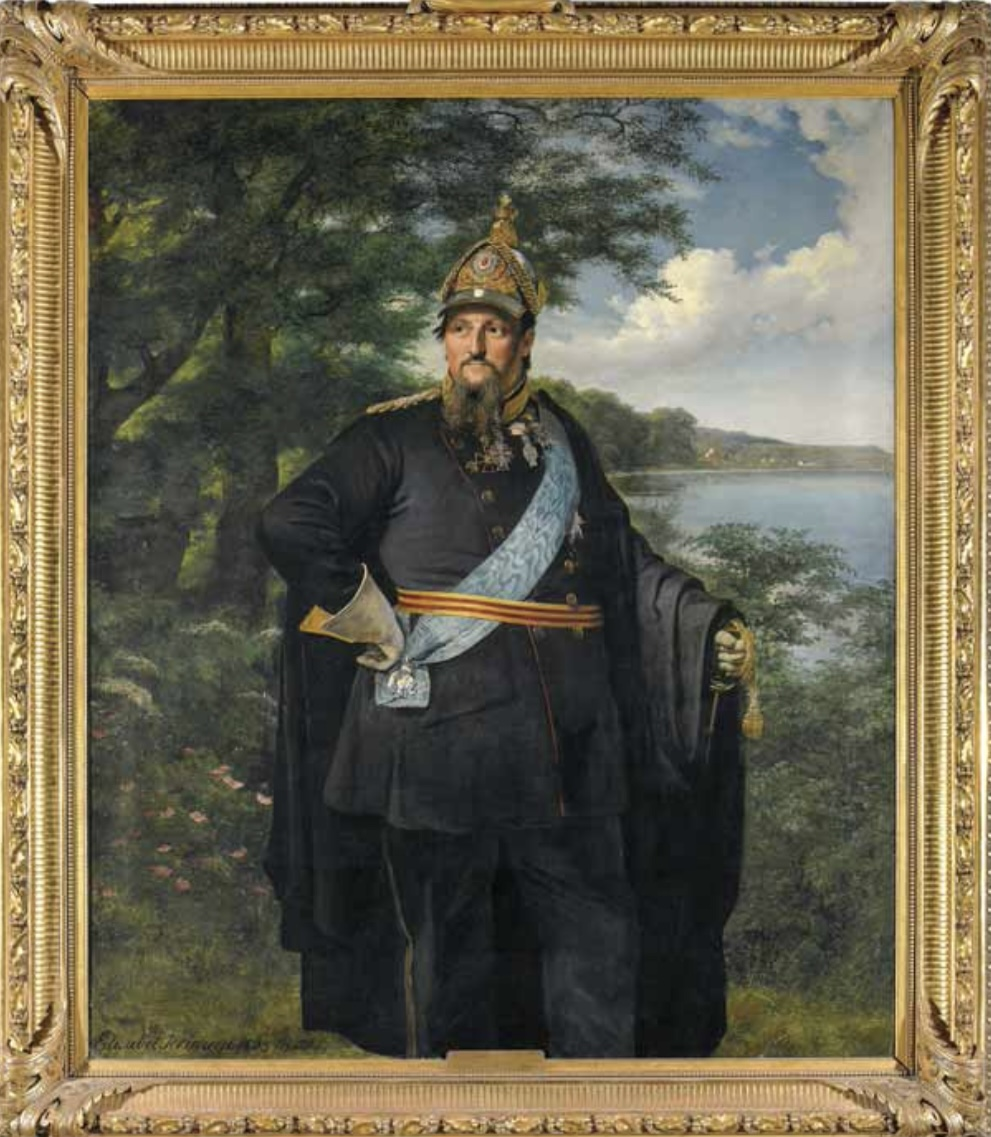
Król Fryderyk VII, 1863, olej, 400 x 300 cm, sygnowany, Christiansminde, Jægersborg fotograf: Anders Sune Berg

Na całe życie zaprzyjaźniła się z królową Danii Luizą, portretowała ją i jej rodzinę.

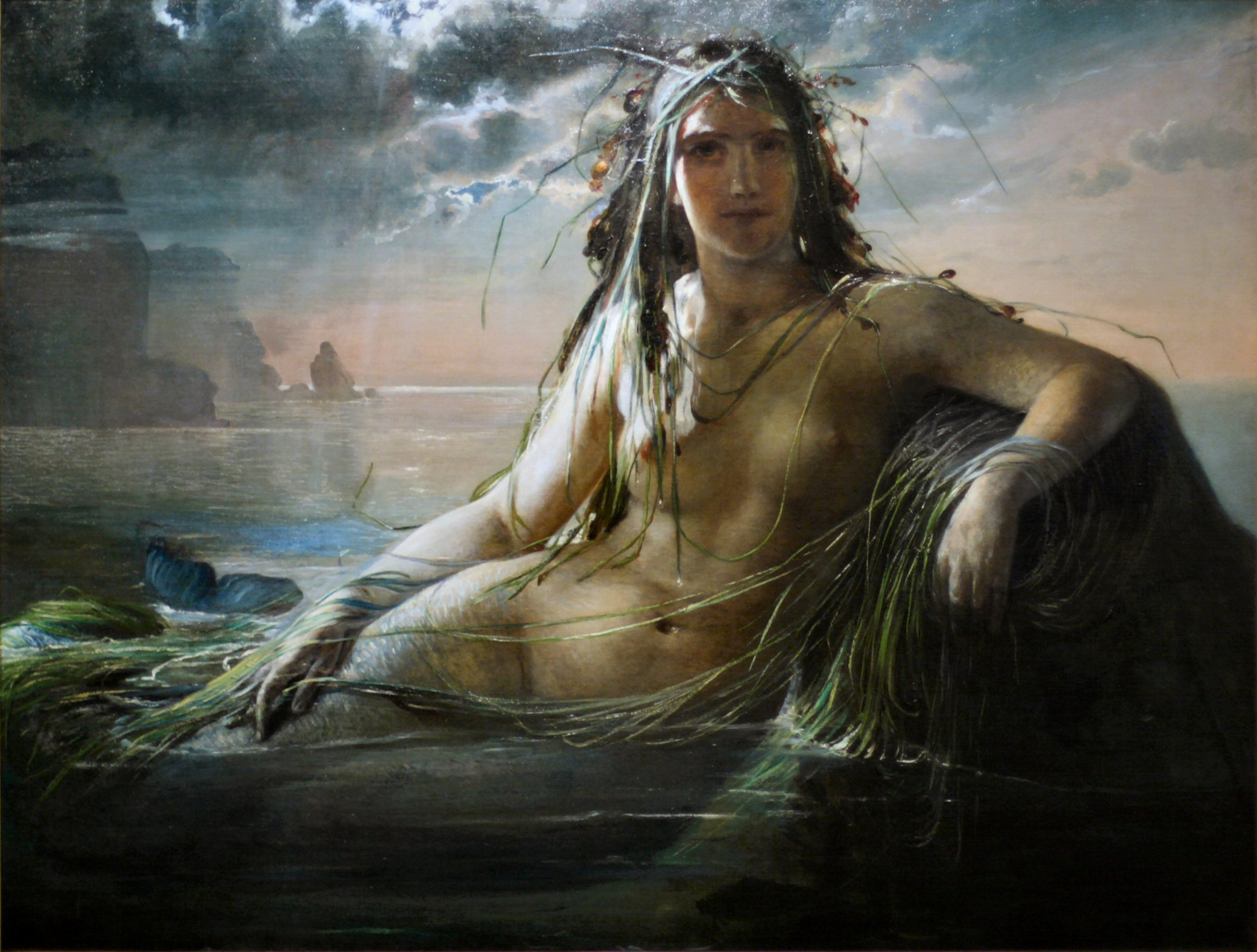
Syrenka, 1873, olej, 96 x 126 cm, Ny Carlsberg Glyptotek, Kopenhaga

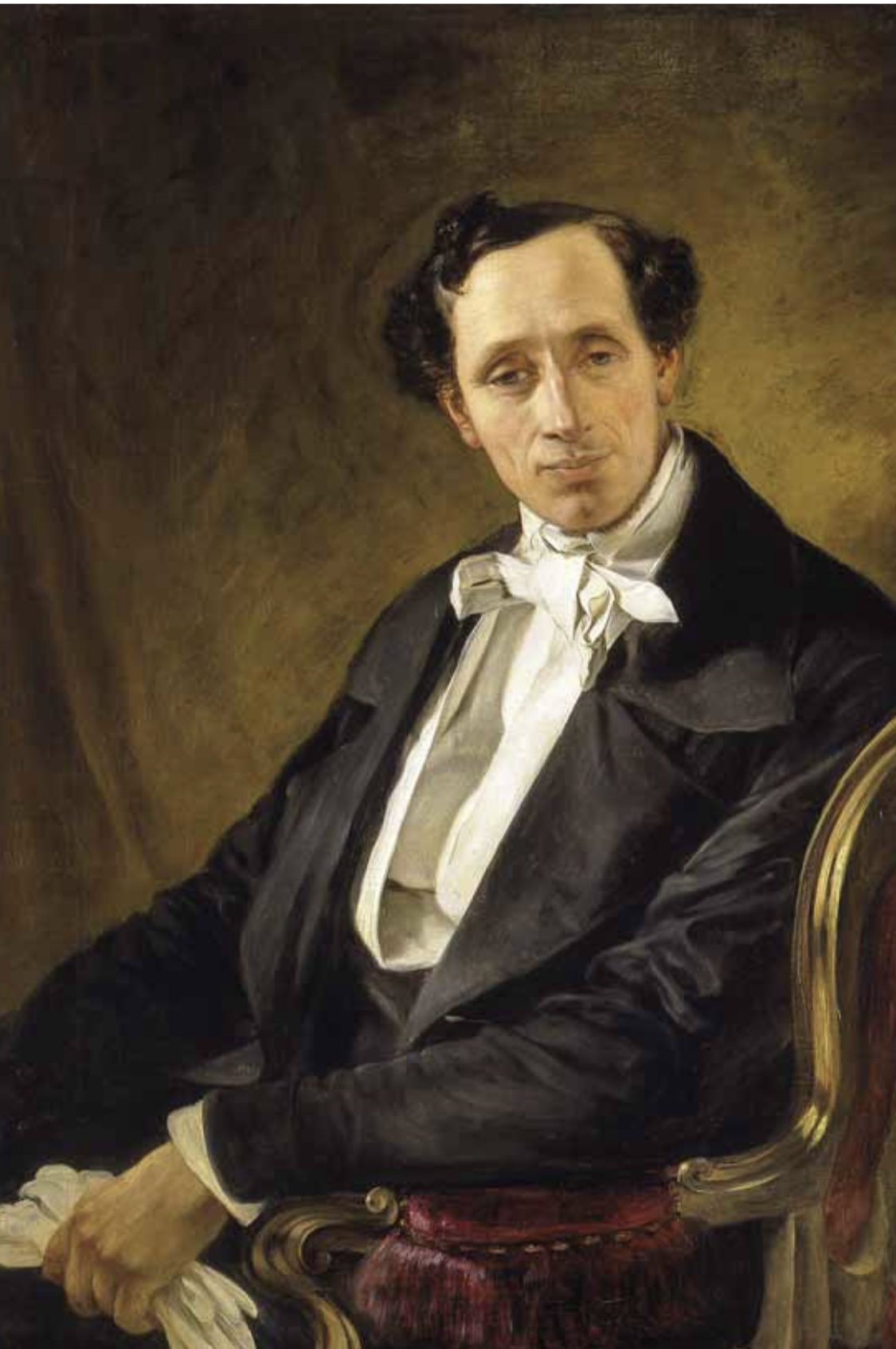
Hans Christian Andersen, 1850, 99 x 61 cm, Nationalhistoriske Museum Hillerød

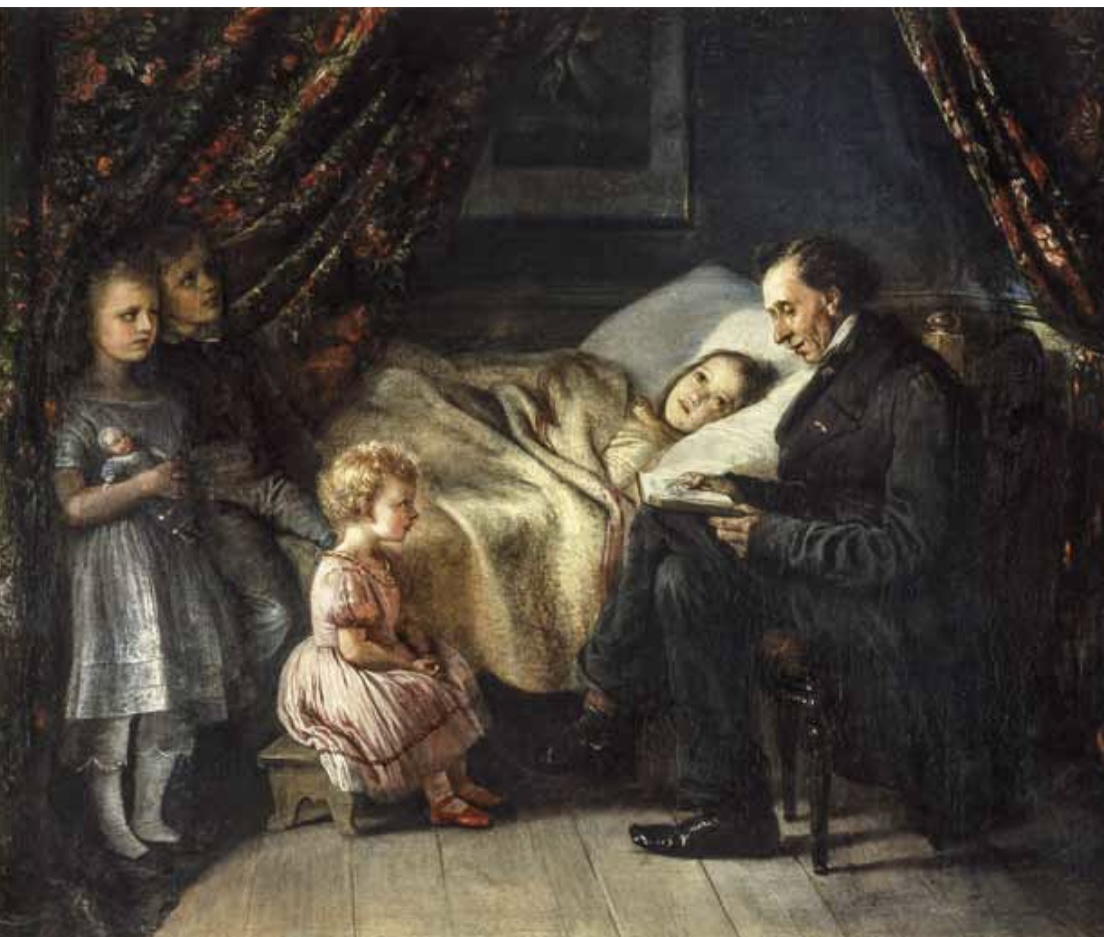
Hans Christian Andersen czyta bajkę o Aniele dzieciom pani Jerichau, 1852, olej, 49 x 60 cm, Dom Hansa Christiana Andersena Odense

Namalowała też serię obrazów syrenek zainspirowana syrenką z herbu rodzinnej Warszawy albo bajką Syrenka pióra jej dobrego przyjaciela Hansa Christiana Andersena, którego wielokrotnie malowała. Była kamertonem bajkopisarza: “Ja słuchałam, on czytał, obserwując mnie cały czas. Przychodził trzy-cztery razy z przerobiona bajką i czytał mi znowu, aż osiagnął swój cel – moje łzy albo uśmiech”.

W Europie uwielbiano artystkę. Jej umiejętności językowe – mówiła biegle po polsku, rosyjsku, niemiecku, duńsku, angielsku, włosku, francusku i trochę po arabsku i persku – pozwoliły jej podróżować samotnie zarówno po Europie, jak i po krajach Orientu. Należała do nielicznego w tym okresie grona globtroterów. Nie bała się podróżować w pojedynkę: „Mam towarzysza: moje pięćdziesiąt lat” – mówiła. Było jej równie dobrze na polerowanych parkietach, jak i na glinianych podłogach, w towarzystwie monarchów czy żebraków. Czuła, że zagranica była przyjazna jej twórczości; podróże dawały jej artystyczną inspirację i odnowę a licznej rodzinie chleb na stół. W Niemczech namalowała udany portret podwójny braci Grimm, słynnych wydawców bajek i sag. 

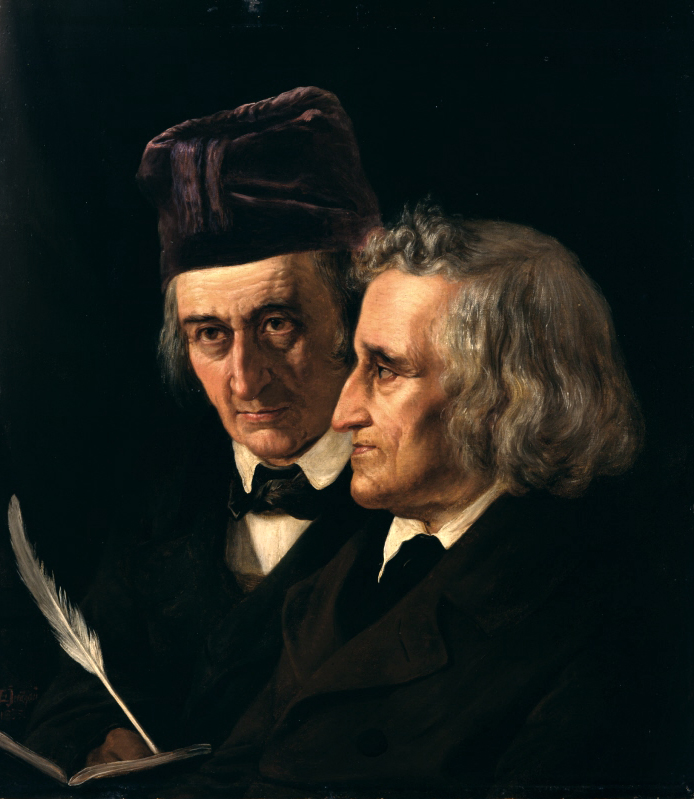
Bracia Grimm, 1855, olej, 76 x 61 cm, Staatlische Museen Preussicher Kulturbesitz, Berlin

 Jedenastokrotnie wyprawiała się do Londynu, by wystawić swe obrazy. W 1862 brała artystka udział w Wystawie Światowej w Londynie. O negatywnych stronach tych podróż pisze: „Tak było między 1853-63. Gdy w kraju drzewa pokrywały się zielenią i kwiaty kwitły, gdy bocian z gracją spacerował po łące i moje dzieci igrając w falach morza tęskniły za mamą, siedziałam w dusznym, zakurzonym Londynie czekając w atelier na klientów … i cichutko popłakując. To były ciężkie czasy. Wielu mówiło o mnie: „ona nie ma spokoju – ona ciągle podróżuje – ona handluje sztuką”. Dowiedz się czytelniku ile ta walka mnie kosztowała. Teraz już gorycz zamieniona jest w zwycięstwo i tylko wspomnienia o tych czasach zostały”.

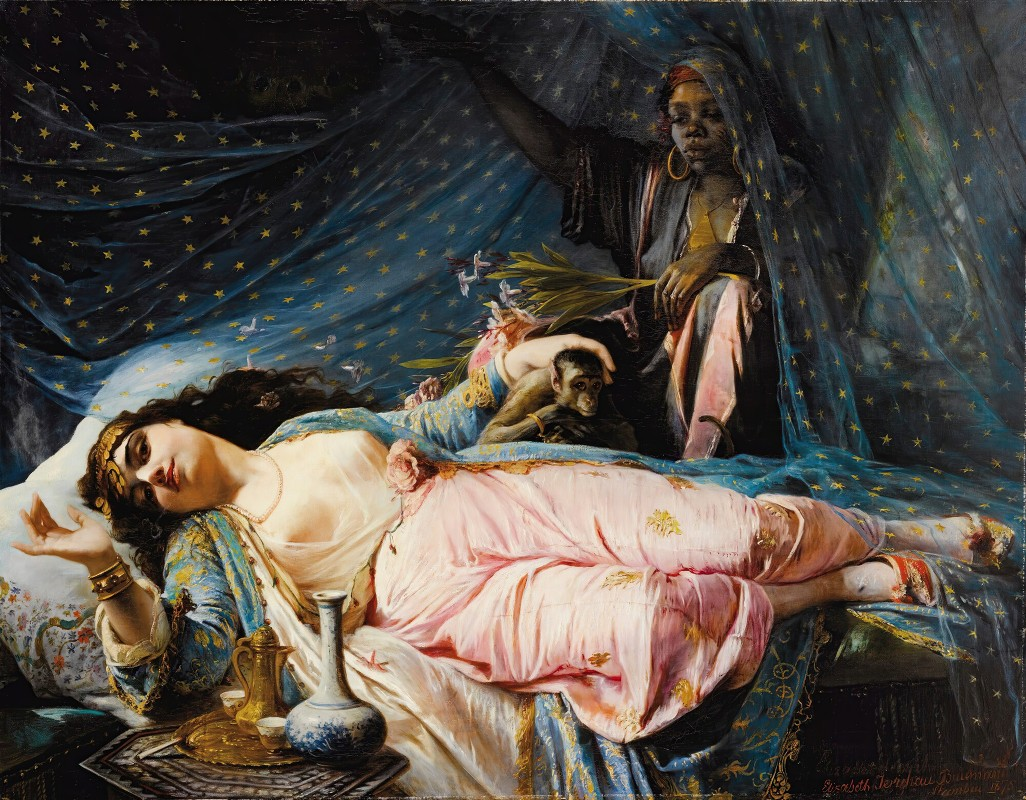
Księżniczka Nazli w haremie, 875, 132 x 158 cm, prywatna kolekcja

Wielokrotnie i długo przebywa we Francji i we Włoszech. W Rzymie dysponuje przez lata pracownią. Dwa razy w latach 1869–1870 i 1874–1875 podejmuje podróże do krajów Orientu i dociera do aż piramid. Jako pierwsza w świecie maluje w hermetycznie dotąd zamkniętych haremach w Konstantynopolu. Obrazy z haremów były dotąd rezultatem fantazji.
Elisabeth Jerichau-Baumann spoczywa obok swego męża na cmentarzu w Kopenhadze. W nekrologu w warszawskim tygodniku Kłosy napisano, że „nie zapomniała o swojéj narodowości i przy każdéj sposobności wygłaszała z dumą, że jest Polką”.
Inny tygodnik warszawski, Bluszcz, podaje też, że gdy jedno z duńskich pism napisało, że Elisabeth jest Niemką, sprostowała ona pomyłkę, oświadczając, „iż narodowości polskiej nie poświęciłaby dla żadnej innej”.
W swej drugiej ojczyźnie, Danii, stała się ponownie popularna w latach 90. XX wieku dzięki książce Birgit Pouplier Lisinka, wydanej także w Polsce, książce Maxa Bendixena Elisabeth Jerichau-Baumann. Verdensdame, albumom Jerzego Miskowiaka Elisabeth Jerichau-Baumann. Nationalromantikkens enfant terrible z 2018 roku (w języku duńskim) przedstawiającym ponad 400 jej obrazów i rysunków i Elisabeth Jerichau-Baumann (w języku polskim i angielskim), z publikacji listów artystki do męża z Londynu, biografii napisanej przed Sine Krogh oraz wystawom i katalogom jej dzieł w muzeach Ordrupgård w 1997 roku, Fynsk Kunstmuseum w 1998 roku, Kvinde [Kobiet] Museum w Aarhus w 2011 roku. W 2019-2020 roku jej obrazy pokazano na wystawie Złota Epoka Malarstwa Duńskiego (1807–1864) w sztokholmskim Nationalmuseum (Muzeum Narodowe), kopenhaskim Statens Museum for Kunst (Muzeum Narodowe) i w paryskim Petit Palais. Największa wystawa około 100 obrazów pod tytułem Mellem Verdener (Między Światami) odbyła się w Aarhus w Kunstmuseum Aaros w 2021 roku. W 2024 roku nakręcono dokumentalny film o jej życiu i twórczości pokazany w telewizjach Danii i krajów nordyckich.

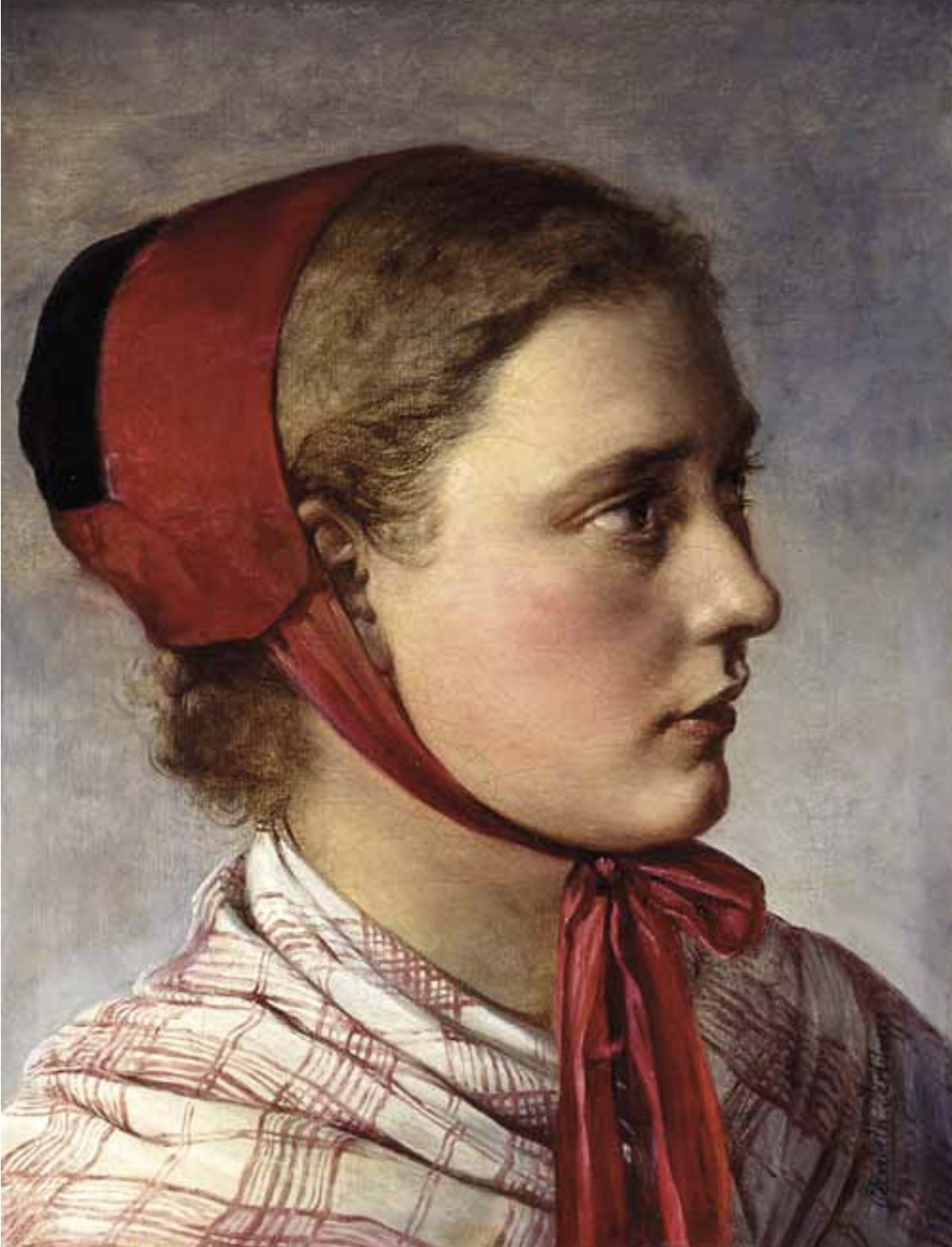
Główka wiejskiej dziewczyny, 38 x 29 cm, sygnowany, Zamek Królewski w Warszawie.

Wymienia się artystkę w ścisłej czołówce malarzy duńskiej złotej epoki malarstwa. W zbiorach polskich znajduje się tylko jeden obraz Elżbiety Baumann-Jerichau, „Główka dziewczyny”, przechowywany na Zamku Królewskim w Warszawie, w zbiorach Fundacji im. Ciechanowieckich .

## Wyróżnienia i nagrody
- W Danii w 1858 roku otrzymała jako pierwsza kobieta Złoty Medal Thorvaldsena.
- Została członkiem Akademii Sztuk Pięknych w Kopenhadze w 1861 roku, i w 1880 roku w Sztokholmie.
- Na wystawach w Berlinie i Amsterdamie w 1867 roku i w Wiedniu w 1873 roku otrzymała złote medale.
- W elitarnym Salonie Paryskim w 1861 zdobywa wyróżnienie. W Paryżu bierze udział w Wystawach Światowych 1855 i 1867 roku.
- W Londynie w 1852 roku, królowa Wiktoria zaprosila artystkę by wystawiła swe obrazy w Pałacu Buckingham, przyjęła ją na prywatnej audiencji i zakupiła jej obraz Norweska Wdowa (nadal w posiadaniu Royal Collection).
- Cesarz Napoleon III w 1861 roku zakupił jej obrazu Czytanie Biblii.
- Papież Pius IX (1792-1878) zadziwiony jej talentem przyjął ją i jej obraz z 1872 roku Chrześcijańskie męczennice w katakumbach Rzymu z wielkim honorem w Watykanie (https://search.app/hUWUpLEwN6Tkxx6w8).

## Rodzina
Była matką dziewięciorga dzieci: Karolina Amalia (1847–1848), Thorald Harald Adolph Lorentz (1848–1909), Marie Rose Elisabeth Signe (1850–1893), Harald Adolph (1851–1878), Agnete Caroline (1853–1897), Karen Elizabeth (1855–1855), Luise Johanne (1859-1891), Sophie Dagmar Elisabeth (1859–1944), Holger Hvitfeldt (1861–1900). Dwoje z nich: Harald i Holger zostało malarzami.

## Twórczość literacka
Elisabeth Jerichau-Baumann sięgała nie tylko po pędzel, lecz również po pióro. Była utalentowaną dziennikarką, pisała wiersze i wydała trzy książki:
- Ungdomserindringer (Wspomnienia z młodości), Wøldikes Forlag, Kopenhaga, 1874.
- Til Erindring om Harald Jerichau. (Wspomnienie o Haraldzie Jerichau), Andr. Schus Forlag, Kopenhaga, 1879.
- Brogede rejsebilleder (Obrazki z podróży), Forlagsbureauet, Kopenhaga, 1881.

## Wystawy artystki w Polsce

### Poznań. Towarzystwo Sztuk Pięknych Księstwa Poznańskiego
- Hotel Drezdeński. Święta Cecylia 1843.
- Hotel Saski. Śpiące dziecię ciuciarskie igrające z jagnięciem (Dziecko z jagnięciem) 1847.

### Warszawa
- Wystawa Sztuk Pięknych, sale Szkoły Malarstwa 1845
- Narzeczona z XV wieku w trzech częściach, Portret żeński w figurze siedzący, Portret artystki

### Gdańsk. Gdańskie Towarzystwo Artystyczne, Zielona Brama, 1858-1859
- Narodziny Zbawiciela, Mała dziewczynka z kwiatami, Mała mateczka

## Ważniejsze wystawy artystki w innych krajach Europy

### Berlin
- Królewska Akademia Sztuk Pięknych w 1844, 1848, 1850, 1856, 1858, 1860, 1866, 1868, 1870, 1872, 1874, 1876–1880.

### Drezno
- Akademia Sztuk Pięknych w 1853,
- Drezdeńskie Towarzystwo Literackie w 1872 i 1880.

### Kopenhaga
- Królewska Akademia Sztuk Pięknych, Charlottenborg w 1849–1858, 1860–1865, 1867–1880.

### Londyn
- Wystawa Światowa 1862
- Wystawa Międzynarodowa 1871.
- Królewska Akademia Sztuk Pięknych 1858, 1860, 1863–1869.

### Manchester
- Akademia Sztuk Pięknych 1860, 1865.

### Monachium
- Wystawa Sztuki i Przemysłu, Glaspalast 1876.
- Wystawa Międzynarodowa 1879.

### Mediolan
- Narodowa Wystawa Sztuk Pięknych 1881.

### Paryż
- Wystawa Światowa 1855, 1867.
- Salon Paryski, Palais des Champs-Élysées 1861.

### Wiedeń
- Wystawa Światowa 1873.
- Wiedeńskie Towarzystwo Artystyczne 1873.